# Картавая, Анна Ефимовна
Анна Ефимовна Картавая (10 июля 1900, Макаричи, Красногорский район — 2 ноября 1956, Большой Антибес, Кемеровская область) — советский хозяйственный, государственный и политический деятель, Герой Социалистического Труда.

## Биография
Родилась 10 июля 1902 года в селе Макаричи Красногорского района Брянской области в крестьянской семье. Член ВКП(б).
С 1912 года — на хозяйственной, общественной и политической работе. В 1912—1953 годах — батрачка у кулаков, вступила в колхоз «Путь новой жизни», работала в полеводческой бригаде, руководила картофелеводческим звеном колхоза «Путь новой жизни» Мариинского района Кемеровской области.
Указом Президиума Верховного Совета СССР от 6 марта 1948 года присвоено звание Героя Социалистического Труда с вручением ордена Ленина и золотой медали «Серп и Молот».
Избиралась депутатом Верховного Совета СССР 1-го и 2-го созывов.
Скончалась 2 ноября 1956 года в селе Большой Антибес Мариинского района Кемеровской области.